# El Morera de Montsant
La Morera de Montsant – gmina w Hiszpanii, w prowincji Tarragona, w Katalonii, o powierzchni 53,17 km². W 2011 roku gmina liczyła 167 mieszkańców.